# Griesmauer
Die Griesmauer ist ein Bergstock in den steirischen Nördlichen Kalkalpen und zählt nach der Alpenvereinseinteilung der Ostalpen zur Hochschwab-Gruppe. Die Griesmauer verläuft in einem rund 3,2 km langen Bogen von Südwest nach Nordost und zählt drei Hauptgipfel: die Vordernberger Griesmauer (2014 m ü. A.), die TAC-Spitze (2019 m ü. A.) und als höchsten Gipfel den Griesmauerkogel (2034 m ü. A.), der auch als Eisenerzer Griesmauer bekannt ist. Der Bergstock liegt auf der Grenze der drei Gemeinden Eisenerz, Tragöß-Sankt Katharein und Vordernberg.

## Wege
Die südlichen beiden Gipfel Vordernberger Griesmauer und TAC-Spitze können über den Normalweg von Südwesten vom Präbichl und von Nordwest von der Eisenerzer Gsollkehre her kommend bestiegen werden. Die beiden Wege treffen sich am Hirscheggsattel auf 1699 m ü. A. Ein kurzer  Klettersteig der Schwierigkeitsstufe A/B führt auf den Gipfel der TAC-Spitze.
Die Nord- und Nordwestseite bietet kurze, aber schwierige Kletterrouten wie den nach seinem Erstbegeher benannten Henschelriss (UIAA -VI). Die beliebteste Klettertour an der Griesmauer sind die sogenannten „Grattürme“, auch „Fledermausgrat“ genannt (verschiedene Varianten zwischen UIAA III und IV+). Die fünf Türmchen sind vom Hirscheggsattel in wenigen Minuten erreichbar.
Auf den Griesmauerkogel führt kein ausgewiesener Weg.

## Schutzhütten
Südlich der Griesmauer am Osthang des Polsters befindet sich die Leobner Hütte (1582 m ü. A.).

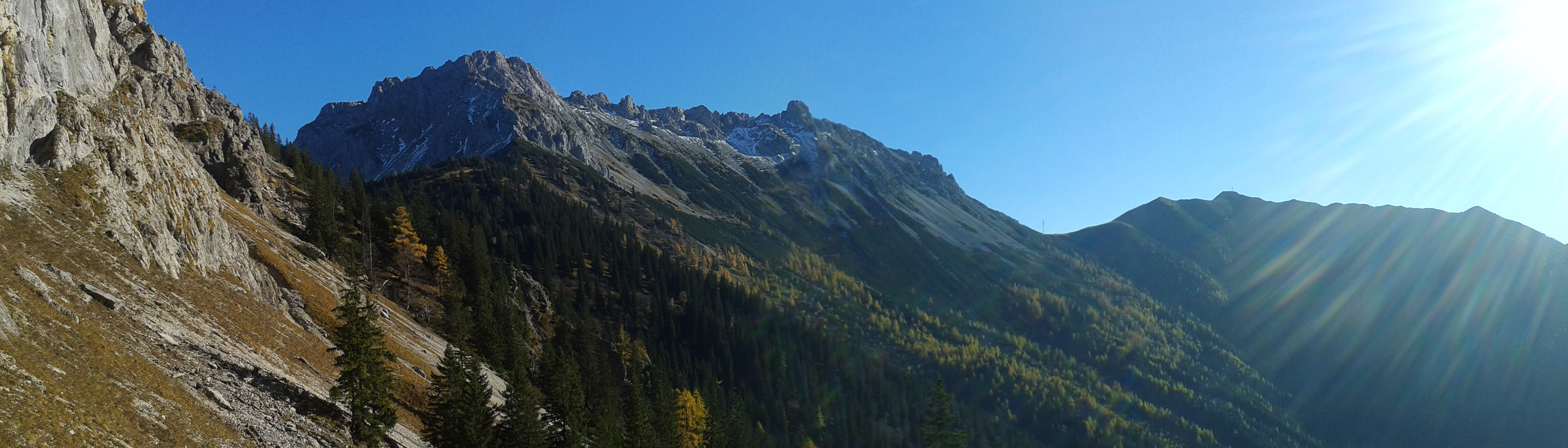
Die Griesmauer vom Westeingang der Frauenmauerhöhle aus gesehen, im Hintergrund der Polster
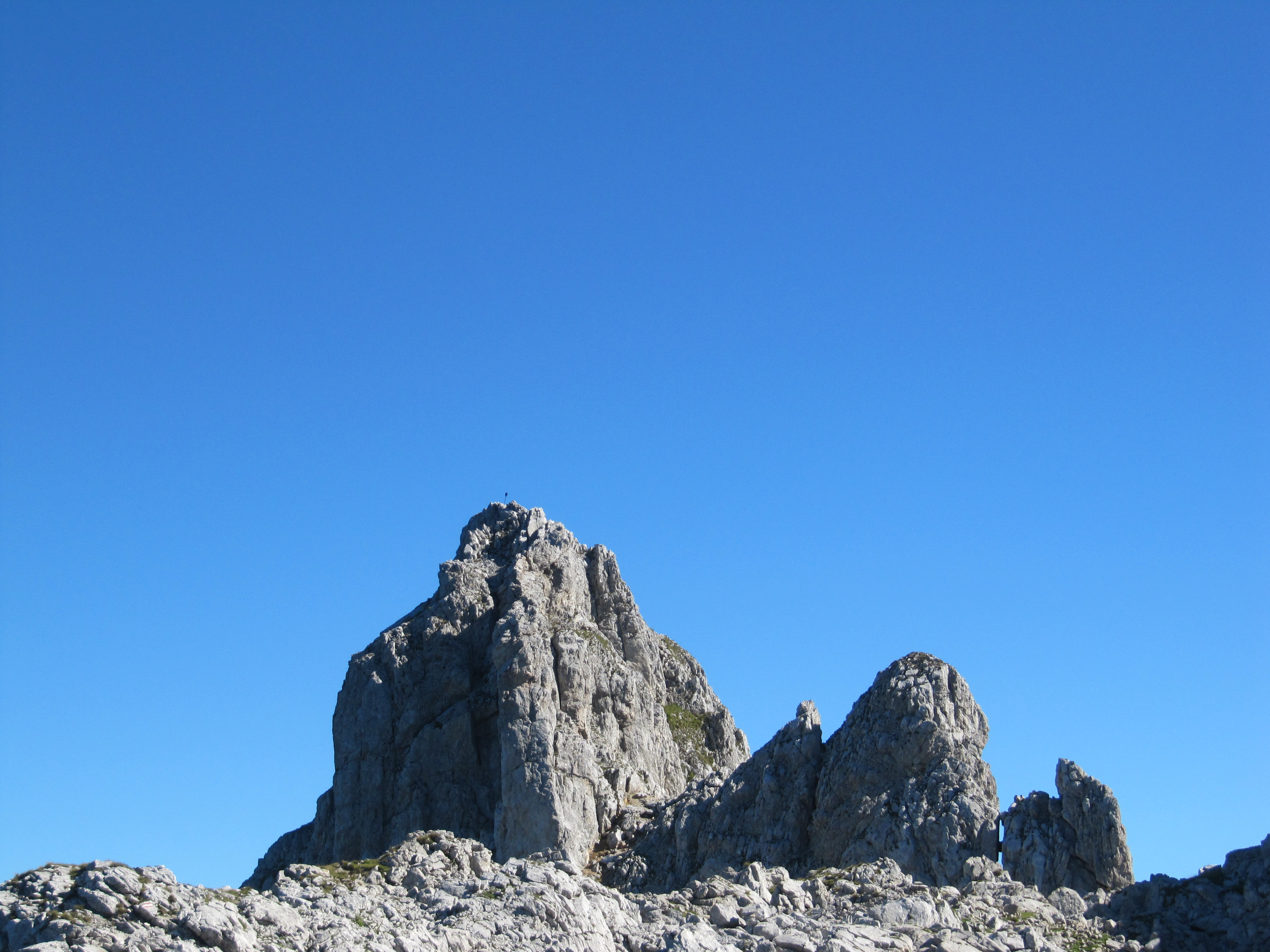
Die TAC-Spitze
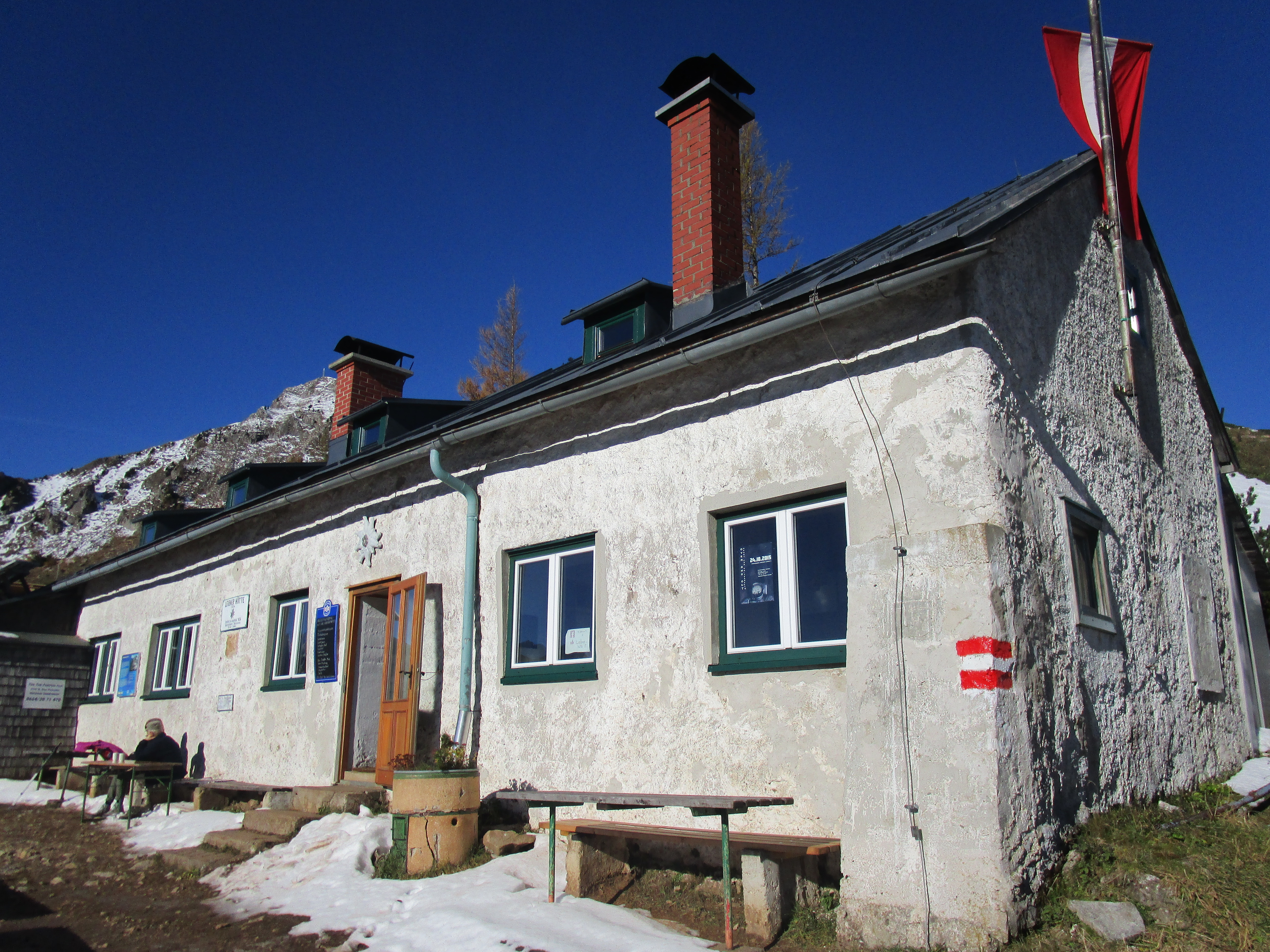
Die Leobner Hütte
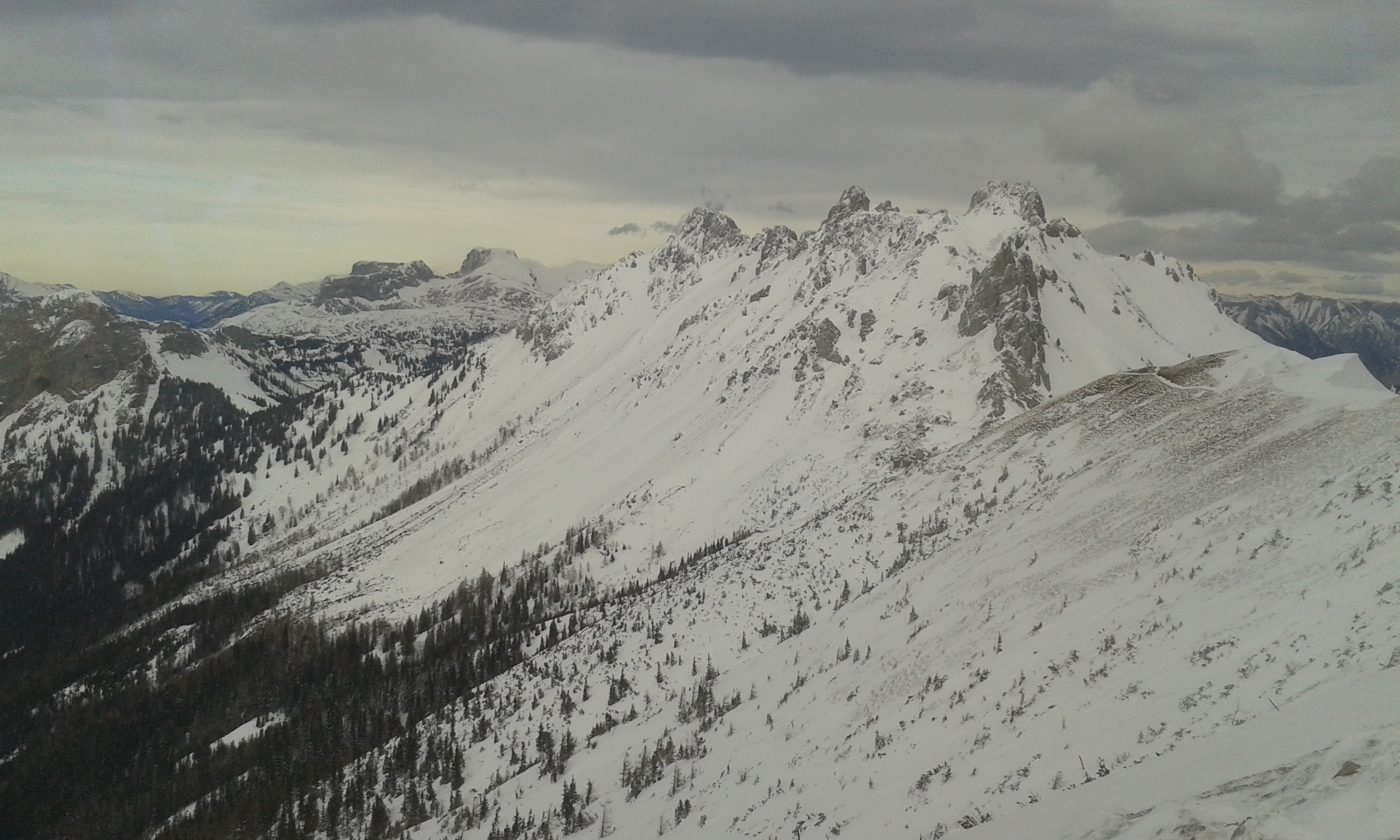
Winterliche Griesmauer vom Polster aus gesehen